# Dmitri Sergejewitsch Alijew
Dmitri Sergejewitsch Alijew (russisch Дмитрий Сергеевич Алиев, * 1. Juni 1999 in Uchta, Republik Komi) ist ein russischer Eiskunstläufer, der im Einzellauf startet. Er wurde 2020 Europameister.
Alijew erreichte im Dezember 2017 mit dem dritten Rang erstmals das Podium bei den russischen Meisterschaften der Senioren und qualifizierte sich somit erstmals für Europa- u. Weltmeisterschaften sowie für die Olympischen Spiele. Sein Debüt bei Europameisterschaften beendete er in Moskau sogleich mit dem Gewinn der Silbermedaille. Bei seinen ersten Olympischen Winterspielen belegte er in Pyeongchang einen beachtlichen siebten Platz. Dabei überzeugte er vor allem mit einem starken Kurzprogramm zu Chatschaturjans Maskerade, in dem er sicher eine Vierfach-Lutz-Dreifach-Toeloop-Kombination sowie einen vierfachen Toeloop und einen dreifachen Axel als Einzelsprünge stand, was ihm eine neue persönliche Punktebestleistung von 98,98 Punkte einbrachte. Bei seinem Weltmeisterschaftsdebüt in Mailand belegte er den 7. Platz.
In der Saison 2018/2019 konnte er sich nicht für die Europa- und Weltmeisterschaften qualifizieren, da er bei den nationalen Titelkämpfen nur 5. wurde.
In der Saison 2019/2020 gewann er erstmals Medaillen in der Grand-Prix-Serie, nahm am Grand-Prix-Finale teil und wurde 2020 auch Europameister.

## Ergebnisse

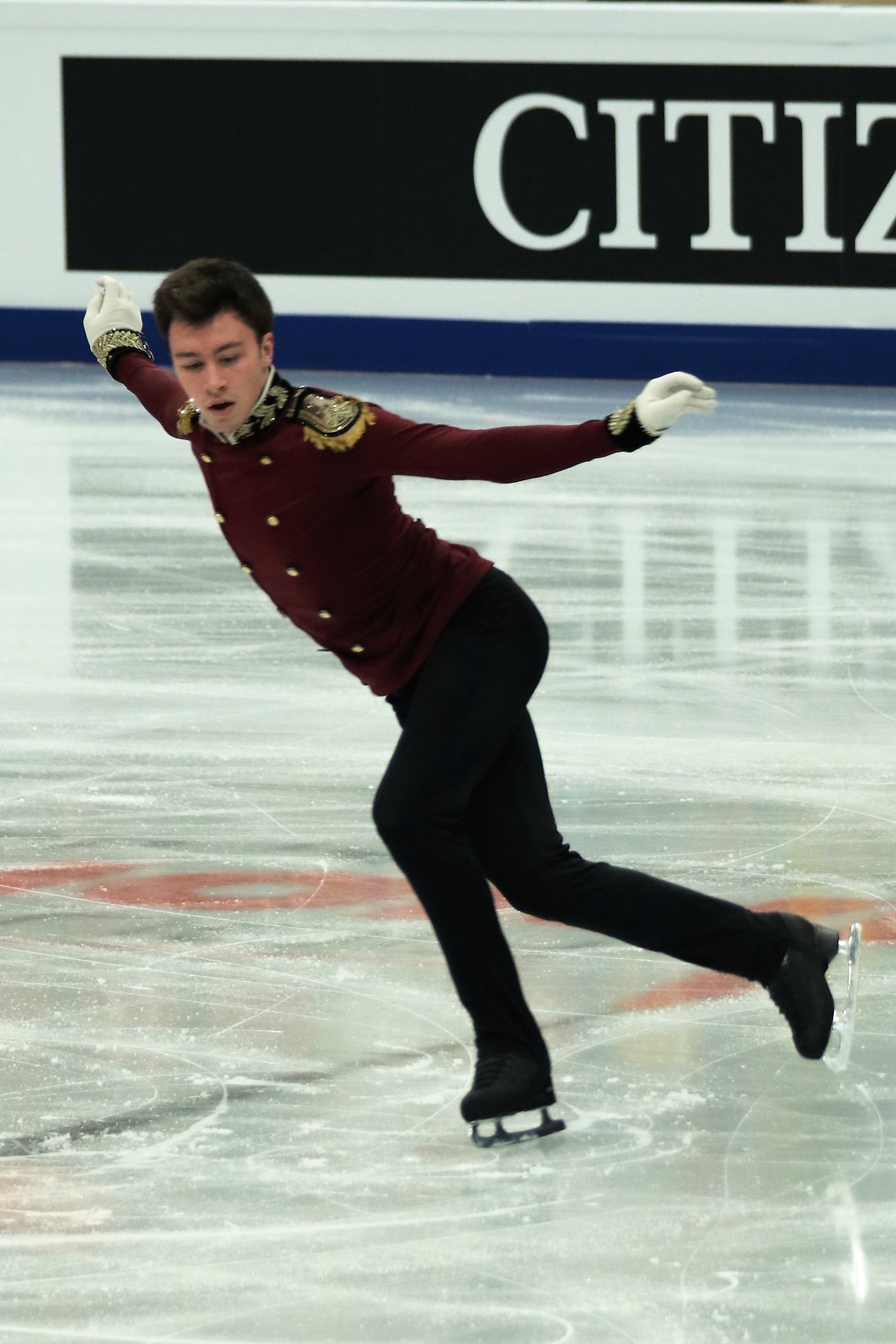
Dmitri Alijew während seines Kurzprogramms zu Chatschaturjans Maskerade bei der EM 2018 in Moskau

| Meisterschaft / Jahr                           | 2015  | 2016  | 2017  | 2018  | 2019  | 2020  | 2021  | 2022  |
| ---------------------------------------------- | ----- | ----- | ----- | ----- | ----- | ----- | ----- | ----- |
| Olympische Winterspiele                        |       |       |       | 7.    |       |       |       |       |
| Weltmeisterschaften                            |       |       |       | 7.    |       |       |       |       |
| Europameisterschaften                          |       |       |       | 2.    |       | 1.    |       |       |
| Juniorenweltmeisterschaften                    |       | 6.    | 2.    |       |       |       |       |       |
| Russische Meisterschaften                      | 10.   | 6.    | 5.    | 3.    | 5.    | 1.    |       | 9.    |
| Europäisches Olympisches Winter-Jugendfestival | 3.    |       |       |       |       |       |       |       |
| Grand-Prix-Wettbewerb / Saison                 | 14/15 | 15/16 | 16/17 | 17/18 | 18/19 | 19/20 | 20/21 | 21/22 |
| Grand-Prix-Finale                              |       |       |       |       |       | 6.    |       |       |
| Cup of Russia                                  |       |       |       | 6.    |       | 2.    | 5.    |       |
| Gran Premio d’Italia                           |       |       |       |       |       |       |       | 9.    |
| Internationaux de France                       |       |       |       |       | 4.    |       |       | 5.    |
| NHK Trophy                                     |       |       |       | 8.    | 5.    |       |       |       |
| Skate America                                  |       |       |       |       |       | 3.    |       |       |